# توماس رایس
توماس رایس (آلمانی: Thomas Reis؛ زادهٔ ۴ اکتبر ۱۹۷۳) بازیکن سابق و مربی فوتبال اهل آلمان است.
از باشگاه‌هایی که در آن بازی کرده است می‌توان به باشگاه فوتبال آینتراخت فرانکفورت، باشگاه فوتبال آگسبورگ، باشگاه فوتبال بوخوم، و باشگاه فوتبال اشتوتگارت اشاره کرد.
وی همچنین در تیم ملی فوتبال زیر ۲۱ سال آلمان بازی کرده است.